# Jan Frolík (archeolog)
Jan Frolík (* 1. května 1956 Praha) je český archeolog.

## Život
Jan Frolík vystudoval prehistorii a historii na FF UK v Praze (1975–1980). Studia dokončil obhajobou diplomové práce Chrudimsko v raném středověku. V roce 1982 získal titul PhDr. a v roce 1987 obhájil dizertační práci Poznání obytné zástavby Pražského hradu v 9.–13. století a získal titul CSc. Zabýval se především archeologickým průzkumem na Pražském hradě, od roku 1991 byl vedoucím pracoviště Archeologického ústavu AV ČR pro Pražský hrad. Dále se zabýval vývojem středověkého osídlení hradišť a měst. Podílel se na rozsáhlých archeologických výzkumech v mnoha českých městech.

## Publikace
- Boháčová, I. – Špaček, J. – Frolík, J.: Stará Boleslav. Archeologický výzkum 1988–1994, Čelákovice 1994.
- Frolík, Jan – Smetánka, Zdeněk: Archeologie na Pražském hradě: Praha – Litomyšl 1997.
- Velké dějiny zemí Koruny české I. Praha ; Litomyšl : Paseka, 1999. 798 s. ISBN 80-7185-265-1. (spoluautoři Marie Bláhová, Naďa Profantová)
- Frolík, J. – Kubková, J. – Růžičková, E. – Zeman, A.: Nejstarší sakrální architektura na Pražském hradu. Výpověď archeologických pramenů, Castrum Pragense 3, Praha 2000.